# Ivo Strecker
Ivo Strecker (* 11. Mai 1940 in Magdeburg) ist ein deutscher Ethnologe.
Seit den 1970er Jahren unternimmt er mit seiner Frau, der Ethnologin und Filmemacherin Jean Lydall, zum Teil ausgedehnte Feldforschungen in Südäthiopien beim Volk der Hamar. Neben einem umfangreichen wissenschaftlichen Schriftwerk entstanden aus dieser Arbeit auch Filme und Tondokumente.
Von 1984 bis zu seiner Pensionierung 2005 war Strecker Professor für Ethnologie am Institut für Ethnologie und Afrikastudien der Johannes Gutenberg-Universität Mainz.
Zeitweise war er als CIM-Professor an der Addis Ababa University tätig. Strecker baute das South Omo Research Center and Museum in Jinka mit Unterstützung des Max-Planck-Instituts für Ethnologie in Halle an der Saale auf und wurde dessen erster Direktor. 2013/14 war er Herder-Gastprofessor der Mekelle University in Tigray, Äthiopien, und anschließend Professor für Ethnologie an der südäthiopischen Arba Minch University (2015).

## Familie
Er ist ein Sohn des Malers Sigmund Strecker.

## Werke (Auswahl)
- The Hamar of Southern Ethiopia. Vol. I. Work Journal (zus. mit Jean Lydall), Hohenschäftslarn: Renner, 1979
- The Hamar of Southern Ethiopia. Vol. II. Baldambe Explains. (zus. mit Jean Lydall), Hohenschäftslarn: Renner, 1979
- The Hamar of Southern Ethiopia. Vol. III. Conversations in Dambaiti, Hohenschäftslarn: Renner, 1979
- Der Sprung über die Rinder, Ethnographischer Film, 16 mm, 45 min., Farbe. Göttingen: Institut für den wissenschaftlichen Film, 1979
- Musik der Hamar, Ethnographische Tondokumentation (Schallplatte). Doppelalbum mit Kommentartext. Berlin-Dahlem: Museum für Völkerkunde, Musikethnologische Abteilung, 1979
- Baldambe spricht: Versuch zu einer zeitgemäßen Ethnologie, Ethnographische Tondokumentation, 180 min. Berlin: SFB, 1974